# Metamateriale
Metamateriale er typisk lavet af velkendte materialer, men udformet i særlige 2D og 3D mønstre. Forskningen i metamaterialer bygger videre på den viden der er blevet tilgængelig under nanoteknologisk forskningen kombineret med de muligheder for avancerede computerberegninger, som nutidens computersystemer giver. 
Metamaterialer er karakteriseret som materialer, der får egenskaber fra metamaterialets struktur i højere grad end direkte fra dets sammensætning. Materialerne kan i en vis udstrækning minde om kompositmaterialer, og forskere og udviklere skelner mellem metamaterialer og traditionelle kompositmaterialer ved at anvende betegnelsen metamateriale om materialer, der udviser usædvanlige egenskaber og karakteristika.
Betegnelsen metamateriale blev defineret første gang i 1999 af Rodger M. Walser fra University of Texas i Texas, der definerede metamaterials som:

"Macroscopic composites having a manmade, three-dimensional, periodic cellular architecture designed to produce an optimized combination, not available in nature, of two or more responses to specific excitation" .

## Egenskaber
De egenskaber, der forskes i at opnå ved hjælp af metamaterialer er mangfoldige, og som eksempler kan nævnes:
- Fremstilling af en usynlig kappe omkring objekter, m.m. [3].
- Nye banebrydende linser og optiske systemer med nye egenskaber, herunder bølger der bryder "omvendt" [4], [5].
- Udvikling af materialer, der kan muliggøre og realisere det trådløse samfund [6]

## Metamaterialer i naturen
Efter at man havde lavet kunstige metamaterialer, har man opdaget flere og flere naturlige materialer som opfører sig som metamaterialer. F.eks. opal, perlemor, Aphrodita aculeata pigge, visse billeeksoskeletter.